# آیفون ۱۲
آیفون ۱۲ (انگلیسی: iPhone 12) و آیفون ۱۲ مینی (انگلیسی: iPhone 12 Mini) تلفن‌های هوشمندی هستند که توسط شرکت اپل طراحی شده، توسعه یافته و به بازار عرضه شده‌اند. این تلفن‌های هوشمند نسل چهاردهم و ارزان‌قیمت‌تر از آیفون بوده و جانشین مدل آیفون ۱۱ هستند. این دو مدل در ۱۳ اکتبر ۲۰۲۰ در یکی از رویدادهای ویژهٔ اپل در اپل پارک واقع در کوپرتینو، کالیفرنیا همراه با دو مدل سطح بالاتر یعنی مدل‌های پرچم‌دار آیفون ۱۲ پرو و آیفون ۱۲ پرو مکس رونمایی شدند. پیش‌فروش آیفون ۱۲ از ۱۶ اکتبر ۲۰۲۰ آغاز خواهد شد و توزیع این تلفن همراه از ۲۳ اکتبر ۲۰۲۰ انجام خواهد گرفت. پیش‌فروش مدل آیفون ۱۲ مینی نیز در ۶ نوامبر، و تحویل آن در ۱۳ توامبر ۲۰۲۰ آغاز خواهد شد.
قیمت آیفون ۱۲ مینی از ۶۹۹ دلار، و آیفون ۱۲ از ۷۹۹ دلار آغاز می‌شود. این قیمت‌ها تنها برای تلفن‌هایی است که جهت استفاده در شبکه‌های ای‌تی‌اندتی و ورایزن به فروش می‌رسند؛ قیمت مدل‌های مورد استفاده در شبکهٔ تی-موبایل (شامل اپراتور موروثی اسپرینت) و مدل‌های فاقد سیم‌کارت ۳۰ دلار بالاتر است.

## طراحی
آیفون ۱۲ و آیفون ۱۲ مینی در طرفین دارای حاشیه‌های مسطح هستند. این نوع طراحی پیش از این در مدل‌های آیفون ۴ تا آیفون ۵اس، و همچنین نسل نخست آیفون اس‌ای دیده شده‌بود. با این وجود، لبه‌ها منحنی صفحهٔ نمایش (مورد استفاده از زمان آیفون ۶) و پنل‌های پشتی (مورد استفاده از زمان آیفون ۸) همچنان در آیفون ۱۲ نیز به چشم می‌خورند. آیفون ۱۲ و ۱۲ مینی پس از عرضهٔ آیفون ایکس نخستین بازطراحی عمدهٔ اپل محسوب می‌شوند که مشابه آی‌پد پروهای از سال ۲۰۱۸ و نسل چهارم آی‌پد ایر هستند. اندازهٔ شکاف تشخیص چهره در بالای صفحه نمایش آیفون ۱۲ مشابه مدل‌های پیشین آیفون است؛ با این تفاوت که حدس و گمان‌هایی دربارهٔ کاهش عرض آن وجود دارد. طراحی جدید آیفون شامل سطوح رو و زیرین مستحکم‌شده با سرامیک است که تحت عنوان «سپر سرامیکی» به بازار معرفی شده‌است.
در ۲۰ آوریل ۲۰۲۱ و در رویداد ویژهٔ «بهار» اپل، از رنگ جدید بنفش برای آیفون ۱۲ و ۱۲ مینی رونمایی شد. این رنگ از ۳۰ آوریل ۲۰۲۱ در دسترس قرار گرفت.
آیفون ۱۲ و ۱۲ مینی در ۶ رنگ مختلف در دسترس است: سیاه، سفید، پروداکت رد، سبز، آبی و بنفش.
| رنگ | نام        |
| --- | ---------- |
|     | سیاه       |
|     | سفید       |
|     | پروداکت رد |
|     | سبز        |
|     | آبی        |
|     | بنفش       |

## مشخصات فنی

### سخت‌افزار
آیفون ۱۲ و ۱۲ مینی از پردازندهٔ شش هسته‌ای ای۱۴ بایونیک اپل استفاده می‌کنند که حاوی یک موتور عصبی نسل بعدی است. هر دو مدل دارای سه گزینه برای حافظهٔ داخلی هستند: ۶۴ گیگابایت، ۱۲۸ گیگابایت و ۲۵۶ گیگابایت. همچنین هر دو مدل دارای رتبهٔ مقاومت در برابر آب و گرد و غبار آی‌پی۶۸ بوده و علاوه بر مقاومت در برابر چرک و دوده، در عمق شش متری آب نیز تا ۳۰ دقیقه خاصیت ضدآب خود را حفظ می‌کنند. با این حال، ضمانت سازنده صدمهٔ ناشی از نفوذ مایعات را پوشش نمی‌دهد.
آیفون ۱۲ و ۱۲ مینی نخستین آیفون‌هایی هستند که بدون ایرپاد یا آداپتر دیواری به مشتری تحویل داده می‌شوند. اپل مدعی است از آنجا که بیشتر کاربران آیفون اکنون یک آداپتر دیواری و ایرپادهای اپل را در اختیار دارند، این موضوع به جهت عمل آلاینده‌های کربنی انجام شده‌است. در مقابل، اپل یک کابل تبدیل یواس‌بی سی به رابط لایتنینگ را همراه این تلفن‌های هوشمند ارائه می‌دهد. این تلفن‌های هوشمند، علاوه بر شارژ با رابط لایتنینگ و شارژ بی‌سیم چی، قابلیت شارژ با شارژر بی‌سیم مگ‌سیف را هم دارا هستند. شارژ بی‌سیم مگ‌سیف دارای توان تا ۱۵ وات بوده و با شارژ سریع نیز سازگار است. شارژر مگ‌سیف را می‌توان به‌طور جداگانه و به‌همراه انواع مختلفی از قاب‌ها و دیگر لوازم جانبی خریداری کرد.
آیفون‌های ۱۲ و ۱۲ مینی اولین مدل‌هایی از آیفون هستند که از نسل پنجم شبکه تلفن همراه (۵جی) پشتیبانی می‌کنند. این موضوع، قابلیت پشتیبانی از سرعت بارگذاری داده تا ۲۰۰ مگابیت بر ثانیه و سرعت دریافت اطلاعات تا ۴ گیگابیت بر ثانیه را برای این مدل‌ها فراهم می‌کند. با این حال، تنها مدل‌های به‌فروش رسیده در ایالات متحده از فناوری بسامد بس‌بالا با بیشترین سرعت دریافت و انتقال پشتیبانی خواهند کرد؛ مدل‌های عرضه‌شده در کشورهای دیگر جهان، از جمله کانادا، فقط از باند فرکانسی زیر ۶ گیگاهرتز پشتیبانی می‌کنند. قابلیت جدیدی که برای نسل جدید آیفون ارائه شده، «حالت دادهٔ هوشمند» نام دارد که جهت افزایش عمر باتری، شبکهٔ ۵جی را تنها در صورت نیاز فعال می‌کند.

#### صفحه نمایش
آیفون ۱۲ مینی از یک صفحه نمایش ۵٫۴ اینچی و طراحی کوچک‌تر نسبت به آیفون‌های ۴٫۷ اینچی قبلی برخوردار است. آیفون ۱۲ نیز دارای صفحه نمایش ۶٫۱ اینچی با فناوری اوال‌ای‌دی سوپر رتینا ایکس‌دی‌آر با وضوح ۲۵۳۲×۱۱۷۰ پیکسل و تراکم پیکسل حدود ۴۶۰ پیکسل بر اینچ است. وضوح صفحه نمایش ۵٫۴ اینچی آیفون ۱۲ مینی معادل ۲۳۴۰×۱۰۸۰ پیکسل، و تراکم پیکسل آن حدوداً ۴۷۶ پیکسل بر اینچ است. هر دو مدل دارای بیشترین درخشش برابر با ۱۲۰۰ نیت هستند که با بیشترین درخشش تصویر در آیفون ۱۲ پرو برابر است. همچنین هر دو مدل آیفون ۱۲ از پوشش شیشه‌ای بهبودیافته با نام سپر سرامیکی بهره‌مند هستند که با همکاری شرکت کورنینگ اینکورپوریتد توسعه یافته‌است. اپل این پوشش را اینطور توصیف می‌کند که دارای «در زمان سقوط، عملکرد ۴ برابر بهتری» است و «از شیشهٔ هر تلفن هوشمند دیگری محکم‌تر» است.

### نرم‌افزار
هر دو مدل آیفون ۱۲ و آیفون ۱۲ مینی از سیستم عامل آی‌اواس ۱۴ استفاده می‌کنند.